# Plein (Kortrijk)
Plein of 't Plein is een 17de-eeuws stadspark en plein in Kortrijk. Het is gelegen binnen de 17de-eeuwse muren van de stad en werd lange tijd voor militaire doeleinden gebruikt.

## Geschiedenis
In 1646-1648 werden op bevel van Franse koning Lodewijk XIV 300 woningen in Kortrijk gesloopt voor de bouw van een citadel en kazernes. Een plein werd binnen de citadel aangelegd als militair oefenterrein.
Het plein bleef voor lange tijd in gebruik door militairen. Na verloop van tijd verdwenen verschillende gebouwen. In de 19de eeuw vestigde zich aan het plein de Fortschool. In 1810 wordt het plein afgesloten met een haag en wordt een park in Franse stijl met vijver aangelegd. In 1879 werd het Plein een openbaar park. Muzikale optredens werden vaak op de zondag gehouden.
Op 28 februari 1918 vielen bommen zonder voorafgaand alarm op het Plein, de Fortschool en de Kleine Leiestraat. De mensen hadden geen tijd om een schuilplaats te zoeken. Op het Plein kwamen drie burgers en een soldaat om.
In de 1966 renoveerde de stad Kortrijk het park. De kiosk maakte plaats voor een vijver met een kaartershuisje. Meer recentelijk, in 2001 werd het Plein weer heraangelegd: kaprijpe bomen werden gekapt om plaats te maken voor loofgangen en wandelpaden in dolomiet. In het midden staat een podium met zijtribunes waar soms optredens gegeven worden.

## Bebouwing
Het vroegere kaartershuisje van Expo 58 in Brussel bevindt zich in het stadspark 't Plein. Er worden tapas, ijsjes, gerechten en drankjes verkocht. De cafetaria verhuurt ook gocarts en loopfietsen.